# Fabio Cudicini
Fabio Cudicini (Trieste, 20 ottobre 1935 – Milano, 8 gennaio 2025) è stato un calciatore italiano, di ruolo portiere.
Pur non essendo mai sceso in campo con la maglia della nazionale (nonostante alcune convocazioni), si è distinto come uno dei migliori portieri della storia del calcio italiano, grazie ai numerosi successi ottenuti – peraltro in età avanzata – durante la sua permanenza nel Milan. Tutt'oggi, con 1132 minuti, detiene il record d'imbattibilità allo stadio Giuseppe Meazza.

## Biografia
Apparteneva a una famiglia di calciatori: era figlio del terzino Guglielmo e padre di Carlo, questo ultimo a sua volta portiere di livello internazionale.
È morto l'8 gennaio 2025 all'età di 89 anni.

## Caratteristiche tecniche
Soprannominato Pennellone ai tempi della Roma per via dei suoi 191 centimetri di statura, ha in seguito condiviso con Lev Jašin il soprannome di Ragno nero, dovuto all'uniforme scura che era solito indossare e alla grande agilità e concretezza tra i pali. Si dimostrava concreto ed efficace, con poche concessioni allo spettacolo. Dotato di grande senso della posizione, aveva grande sicurezza nelle uscite, rivelandosi ottimo in quelle alte.

## Carriera

### Club

Cudicini (in piedi, primo da destra) al Brescia nella stagione 1966-1967

Dopo essere cresciuto nella squadra del Ponziana, seconda rappresentativa di Trieste, nel 1950, a 15 anni, Cudicini venne acquistato dall'Udinese. Esordì fra i professionisti nel campionato di Serie B 1955-1956 conquistando subito la promozione in Serie A dove giocò nella sua prima stagione 13 partite, continuando ad alternarsi anche l'anno successivo con Giovanni Romano. Dopo il quarto e il nono posto con i bianconeri, Cudicini fu chiamato nel 1958 alla Roma, dove fu secondo portiere per due stagioni.
Divenne titolare dal 1960 e conservò per 6 stagioni la maglia numero 1 dei giallorossi (la maglia del portiere era di regola di colore verde), collezionando 3 quinti posti consecutivi, la vittoria nel 1961 della Coppa delle Fiere e della Coppa Italia nel 1964, oltre al Premio Combi quale miglior portiere della Serie A 1961-1962. Con la Roma disputò 166 partite di campionato.

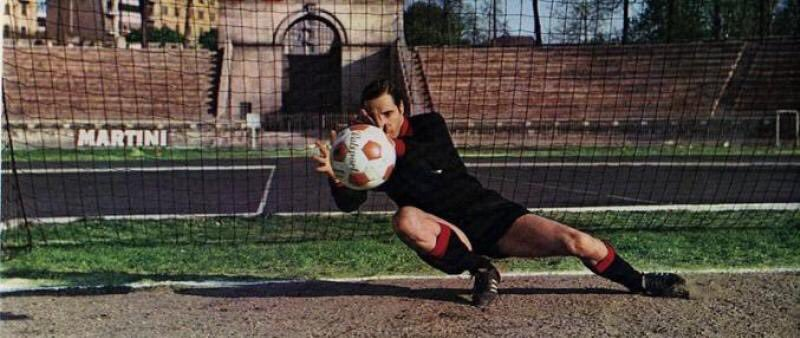
Cudicini in allenamento con il Milan all'Arena Civica nel 1970

Nel 1966-1967 giocò, pur senza continuità, al Brescia, con cui conquistò una risicata salvezza. A 32 anni, nel 1967, venne chiamato dal Milan con cui visse una seconda giovinezza. Vinse subito lo scudetto e la Coppa delle Coppe. L'anno successivo arrivarono anche i trionfi in Coppa dei Campioni, la seconda del club milanese, e in Coppa Intercontinentale. In quella stagione salì alla ribalta internazionale grazie a superbe prestazioni in campo europeo contro il Celtic, nei quarti di finale, e il Manchester United, nelle semifinali della massima competizione continentale. Fu in questa occasione che i giornalisti inglesi gli attribuirono il soprannome di black spider.
L'ultimo trofeo con la maglia del Milan fu la Coppa Italia del 1972. Al termine di quella stagione diede il suo addio al calcio giocato. Con la maglia rossonera disputò complessivamente 183 partite subendo 108 gol. Nel campionato di Serie A 1968-69 furono soltanto 8 i palloni finiti nella porta di Cudicini nelle 29 partite disputate, e risale alla stessa stagione il suo record di maggior numero di reti inviolate in una singola stagione di Serie A, con 21 (primato condiviso con altri 4 portieri).
Nella sua carriera riuscì a vincere, almeno una volta, tutte le principali competizioni nazionali ed internazionali all'epoca esistenti (Campionato, Coppa Italia, Coppa dei Campioni, Coppa delle Coppe, Coppa delle Fiere, Coppa Intercontinentale).

### Nazionale
Quando giocava nella Roma fu convocato in Nazionale B l'8 maggio del 1963; non giocò mai in Nazionale A, ma fu chiamato a fare da riserva a Zoff durante le qualificazioni al campionato del mondo 1970 (nella fase finale di quest'ultima competizione, Zoff fu a sua volta riserva di Albertosi).

## Statistiche

### Presenze e reti nei club
| Stagione        | Squadra         | Campionato      | Campionato | Campionato | Coppe nazionali | Coppe nazionali | Coppe nazionali | Coppe continentali | Coppe continentali | Coppe continentali | Altre coppe | Altre coppe | Altre coppe | Totale | Totale |
| Stagione        | Squadra         | Comp            | Pres       | Reti       | Comp            | Pres            | Reti            | Comp               | Pres               | Reti               | Comp        | Pres        | Reti        | Pres   | Reti   |
| --------------- | --------------- | --------------- | ---------- | ---------- | --------------- | --------------- | --------------- | ------------------ | ------------------ | ------------------ | ----------- | ----------- | ----------- | ------ | ------ |
| 1955-1956       | Udinese         | B               | 2          | -1         | -               | -               | -               | -                  | -                  | -                  | -           | -           | -           | 2      | -1     |
| 1956-1957       | Udinese         | A               | 13         | -13        | -               | -               | -               | -                  | -                  | -                  | -           | -           | -           | 13     | -13    |
| 1957-1958       | Udinese         | A               | 15         | -27        | CI              | 6               | -6              | -                  | -                  | -                  | -           | -           | -           | 21     | -33    |
| Totale Udinese  | Totale Udinese  | Totale Udinese  | 30         | -41        |                 | 6               | -6              |                    | -                  | -                  |             | -           | -           | 36     | -47    |
| 1958-1959       | Roma            | A               | 2          | -4         | CI              | 2               | -1              | CdF                | 4                  | -5                 | -           | -           | -           | 8      | -9     |
| 1959-1960       | Roma            | A               | 4          | -10        | CI              | 2               | -2              | -                  | -                  | -                  | -           | -           | -           | 6      | -12    |
| 1960-1961       | Roma            | A               | 26         | -32        | CI              | 2               | -6              | CdF                | 7                  | -9                 | -           | -           | -           | 34     | -50    |
| 1961-1962       | Roma            | A               | 30         | -30        | CI              | 2               | -1              | CdF                | 2                  | -4                 | -           | -           | -           | 34     | -35    |
| 1962-1963       | Roma            | A               | 28         | -26        | CI              | 2               | -6              | CdF                | 6                  | -10                | -           | -           | -           | 36     | -40    |
| 1963-1964       | Roma            | A               | 23         | -30        | CI              | 5               | -1              | CdF                | 3                  | -5                 | -           | -           | -           | 31     | -35    |
| 1964-1965       | Roma            | A               | 23         | -23        | CI              | 1               | -2              | CdF                | 4                  | -3                 | -           | -           | -           | 28     | -28    |
| 1965-1966       | Roma            | A               | 29         | -26        | CI              | 1               | -0              | CdF                | 0                  | 0                  | -           | -           | -           | 30     | -26    |
| Totale Roma     | Totale Roma     | Totale Roma     | 165        | -181       |                 | 17              | -19             |                    | 26                 | -36                |             | -           | -           | 208    | -236   |
| 1966-1967       | Brescia         | A               | 18         | -19        | CI              | 1               | -1              | -                  | -                  | -                  | -           | -           | -           | 19     | -20    |
| 1967-1968       | Milan           | A               | 18         | -11        | CI              | 7               | -7              | CdC                | 7                  | -3                 | -           | -           | -           | 32     | -21    |
| 1968-1969       | Milan           | A               | 29         | -8         | CI              | 2               | -1              | CC                 | 6                  | -3                 | -           | -           | -           | 37     | -12    |
| 1969-1970       | Milan           | A               | 27         | -19        | CI              | 3               | -3              | CC                 | 4                  | -2                 | CInt        | 2           | -2          | 36     | -26    |
| 1970-1971       | Milan           | A               | 23         | -19        | CI              | 5               | -1              | -                  | -                  | -                  | -           | -           | -           | 28     | -20    |
| 1971-1972       | Milan           | A               | 30         | -17        | CI              | 10              | -2              | CU                 | 10                 | -10                | -           | -           | -           | 50     | -29    |
| Totale Milan    | Totale Milan    | Totale Milan    | 127        | -74        |                 | 27              | -14             |                    | 27                 | -18                |             | 2           | -2          | 183    | -108   |
| Totale carriera | Totale carriera | Totale carriera | 322        | -296       |                 | 50              | -39             |                    | 53                 | -54                |             | 2           | -2          | 427    | -391   |

## Palmarès

### Competizioni nazionali
- Serie B: 1

Udinese: 1955-1956
- Coppa Italia: 2

Roma: 1963-1964
Milan: 1971-1972
- Campionato italiano: 1

Milan: 1967-1968

### Competizioni internazionali
- Coppa delle Fiere: 1

Roma: 1960-1961
- Coppa delle Coppe: 1

Milan: 1967-1968
- Coppa dei Campioni: 1

Milan: 1968-1969
- Coppa Intercontinentale: 1

Milan: 1969